# Tour de Toscane juniors
Le Tour de Toscane juniors (Giro della Toscana en Italie) est une course par étapes italienne organisée entre 1993 et 2009. Durant son existence, elle se déroule au mois de septembre. Elle met aux prises uniquement des coureurs juniors (17/18 ans) sur plusieurs étapes. L'épreuve est classée en 2.1MJ.

## Palmarès
| Année | Vainqueur          | Deuxième           | Troisième             |
| ----- | ------------------ | ------------------ | --------------------- |
| 1993  | Gabriele Balducci  |                    |                       |
| 1994  | Tadej Valjavec     |                    |                       |
| 1995  | Mirko Lauria       |                    |                       |
| 1996  | Rubens Bertogliati |                    |                       |
| 1997  | Rubens Bertogliati |                    |                       |
| 1998  | Eduard Kivichev    |                    |                       |
| 1999  | Fabrizio Fracassa  |                    |                       |
| 2000  | Kevin De Weert     |                    |                       |
| 2001  | Mathieu Boiche     |                    |                       |
| 2002  | Miha Švab          |                    |                       |
| 2003  | Roman Kreuziger    | Rémy Di Grégorio   | Maxim Belkov          |
| 2004  | Roman Kreuziger    | Petr Novotny       | Mikaël Cherel         |
| 2005  | Jan Ghyselinck     |                    |                       |
| 2006  | Maurice Schreurs   | Gert Dockx         | Enrico Magazzini      |
| 2007  | Dominik Nerz       | Alfredo Balloni    | Davide Appollonio     |
| 2008  | Arnaud Jouffroy    | Tosh Van der Sande | Niek van Geffen       |
| 2009  | Gijs Van Hoecke    | Jasper Stuyven     | Jeppe Hartvig Nielsen |